# Robot and Frank
Pour plus de détails, voir Fiche technique et Distribution.
Robot and Frank est un film américain de Jake Schreier sorti en 2012.

## Synopsis

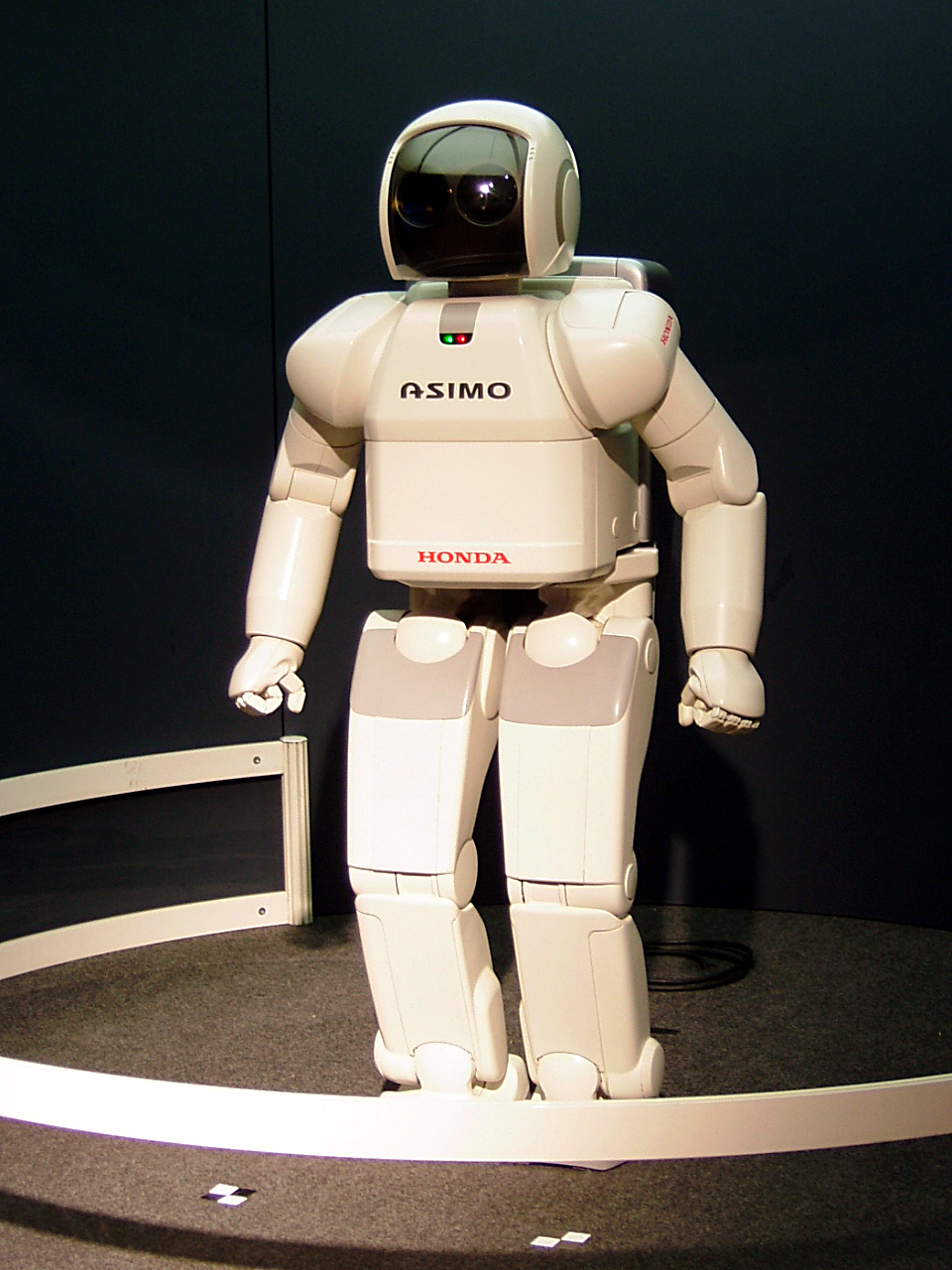
ASIMO de Honda, exemple de robot qui a inspiré le design du robot du film.

Frank, ancien cambrioleur, est désormais un retraité atrabilaire et kleptomane. Il apprécie se rendre à la bibliothèque, où il retrouve Jennifer la bibliothécaire avec qui il s'entend bien. Il aime aussi voler des articles dans un magasin. Il a, par moments, d'importants problèmes de mémoire : il pense que son fils est encore à l'université, il oublie qu'il est divorcé depuis trente ans, il oublie les invitations qu'il a lancées… 
Son fils vient le voir toutes les semaines, mais il est lassé de faire les longs trajets. Il achète alors un robot aide-soignant à son père. Le but du robot est d'améliorer la santé de Frank, en le motivant par un emploi du temps régulier, en lui préparant des repas équilibrés, en l'incitant à faire du jardinage… D'abord réfractaire, Frank se laisse convaincre lorsque le robot l'assiste pour voler un article du magasin. Il planifie alors de dérober un livre de valeur à la bibliothèque, qu'il souhaite offrir à Jennifer.
Frank entraîne alors le robot au crochetage de serrure. Le robot accepte pour l'effet bénéfique sur la santé qu'entraine le retour à sa passion : le cambriolage. Le vol du livre est un succès, mais Frank oublie ses lunettes sur place. Jake Finn, responsable de la transition de la bibliothèque vers un nouveau format, se met à soupçonner ouvertement Frank, et lui interdit de venir à la bibliothèque. Frank n'apprécie pas, et pour se venger décide de cambrioler la maison de Jake.
Il fait de nombreux repérages avec le robot, puis passe à l'action. Le robot ouvre relativement facilement le coffre, et ils s'enfuient avec des bijoux. Jake, persuadé que Frank est responsable, en parle au shérif Rowlings. La maison de Frank est mise sous surveillance. Frank panique et fait disparaître des preuves. Les policiers pénètrent chez lui pour fouiller mais ne trouvent rien. Lorsque quelqu'un propose d'analyser la mémoire du robot, il s'enfuit en voiture avec le robot. Réfugié chez Jennifer, il aperçoit une photo d'elle avec lui : il se rend compte alors que Jennifer est son ancienne femme.
Le robot insiste pour que Frank efface sa mémoire ; cette mémoire constitue la dernière preuve de la culpabilité de Frank. Refusant les premières fois, Frank finit par s'exécuter à contrecœur.
Finalement, Frank est placé dans une maison de retraite. Ses enfants et Jennifer viennent le voir et Frank glisse un papier à son fils lui révélant la cachette où se trouvent les bijoux volés.

## Fiche technique
- Réalisation : Jake Schreier
- Scénario : Christopher D. Ford
- Musique : Francis and the Lights
- Photographie : Matthew J. Lloyd
- Montage : Jacob Craycroft
- Décors : Sharon Lomofsky
- Costumes : Erika Munro
- Direction artistique : Lisa Myers
- Production : Lance Acord, Jackie Kelman Bisbee, Sam Bisbee et Galt Niederhoffer
  - Producteurs délégués : Jeremy Bailer, Bob Kelman, Bill Perry, Ann Porter, Tom Valerio et Danny Rifkin
  - Coproducteurs : Erika Hampson et Cody Ryder
  - Producteur associé : Theodora Dunlap
- Sociétés de production : TBB, Park Pictures, Stage 6 Films, White Hat et Dog Run Pictures
- Distribution :
  -  États-Unis : Samuel Goldwyn Films (en)
  -  France : EuropaCorp Distribution
- Genre : comédie dramatique, science-fiction
- Durée : 89 minutes
- Pays de production :  États-Unis
- Dates de sortie[1] :
  - États-Unis : 17 août 2012 ( New York)
  - États-Unis : 24 août 2012 (sortie limitée)
  - France : 19 septembre 2012
  - Belgique : 3 octobre 2012

## Distribution
- Frank Langella (VF : Féodor Atkine) : Frank

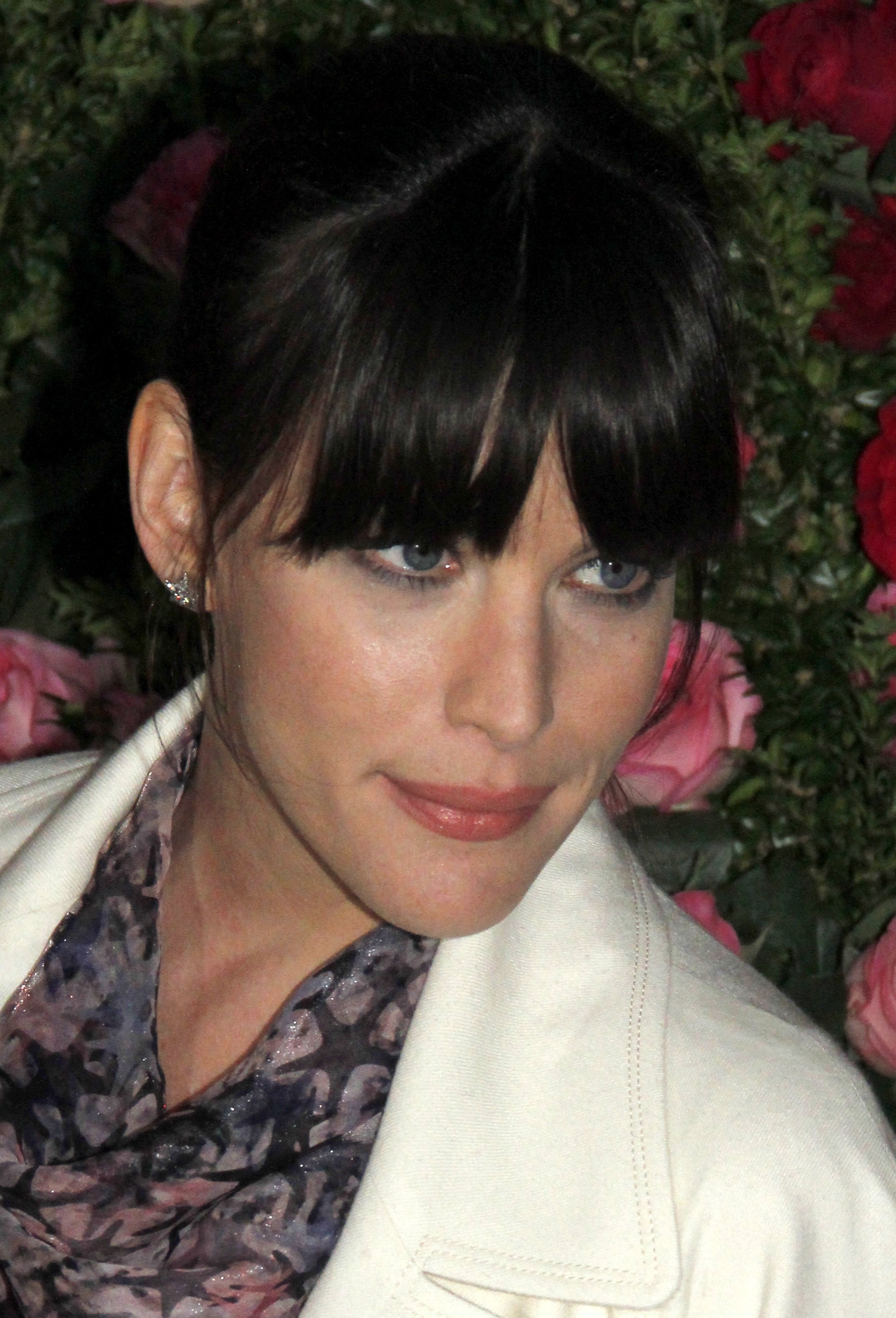
Liv Tyler, actrice principale du film, en avril 2012.

- James Marsden (VF : Damien Boisseau) : Hunter, le fils de Frank
- Liv Tyler (VF : Marie Tirmont) : Madison, la fille de Frank
- Susan Sarandon (VF : Béatrice Delfe) : Jennifer, la bibliothécaire et l'ex-femme de Frank
- Peter Sarsgaard (VF : Philippe Bozo) : la voix du robot
- Jeremy Strong (VF : Jérémy Bardeau) : Jake, le voisin de Frank
- Bonnie Bentley : Ava
- Joshua Ormond : Freckles
- Jeremy Sisto (VF : Maurice Decoster) : le shérif Rowlings
- Dario Barosso : Monsieur Darcy, le robot assistant bibliothécaire
- Rachael Ma : le robot
- Ana Gasteyer : la caissière du magasin
- Katherine Waterston : l'employée du magasin
- Dana Morgan : le robot (non crédité)

 Source et légende : version française (VF) sur RS Doublage

## Récompense
- Festival du film de Sundance 2012 : prix Alfred P. Sloan[3]